# Welschen Ennest
Welschen Ennest [ˌvɛlʃn̩ ˈɛnɛst] ist ein Dorf im Westen der Gemeinde Kirchhundem. Die Ortschaft liegt im Kreis Olpe, der dem nordrhein-westfälischen Regierungsbezirk Arnsberg angehört. Mit rund 1600 Einwohnern ist es der zweitgrößte Ortsteil der Gemeinde Kirchhundem.

## Geografie

### Geografische Lage
Der Ort liegt in 410 m Höhe in einem Talkessel am Rande des Rothaarkammes am Oberlauf des Rahrbachs zwischen den Bergen Wolfhardt (626 m) im Nordwesten und Wolfshorn (642 m) im Osten. Während in den unbebauten Tallagen Grünlandwirtschaft betrieben wird, sind die Höhenlagen überwiegend von Weihnachtsbaumkulturen und Fichtenhochwald bedeckt. Durch Welschen Ennest fließt der Rahrbach. Er entwässert über den Olpebach und somit über Hundem und Lenne zur Ruhr.

### Nachbarorte
Die nächstgelegenen Orte sind Rahrbach, etwa ein Kilometer westlich gelegen, und Benolpe etwa zwei Kilometer östlich. Der Kreuztaler Stadtteil Burgholdinghausen (südöstlich) und dahinter Silberg (ostsüdöstlich) liegen ebenfalls in der Nachbarschaft.

### Klima
Die jährlichen Niederschlagsmengen schwanken im Jahresmittel zwischen 900 mm und 1300 mm, während die durchschnittlichen Temperatur im Winter um 0 °C und im Sommer um 20 °C liegt.

## Geschichte

### Allgemein
Erstmals wurde Welschen Ennest im Jahr 1334 erwähnt. Das Dorf ist mit ungefähr 1600 Einwohnern das zweitgrößte der Gemeinde Kirchhundem nach dem Hauptort Kirchhundem.
Frühe Anhaltspunkte über die Größe des Ortes ergeben sich aus einem Schatzungsregister (diente der Erhebung von Steuern) für das Jahr 1543. Demnach gab es in „Welschen Endest“ 35 Schatzungspflichtige (die höchsten Abgaben entfielen auf Valentin Aßwiter, Hanß Heißkotter, Henrich Schwermmer und Henßgen im Wolfshorn); diese Zahl könnte mit den damals vorhandenen Höfen und Häusern übereingestimmt haben.

### Kulturgeschichte der Region
Im Gelände existieren zahlreiche sichtbare Spuren, dass an dieser Stelle alter Bergbau betrieben worden ist. Bewiesen ist bis heute allerdings noch nichts. Zudem finden sich auch an der B 517 zahlreiche alte Gruben.
Kulturell liegt der niedersächsisch (westfälisch) sprechende Ort an der Uerdinger und der Benrather Linie, die hier als Isoglossenbündel gemeinsam die Sprachgrenze zum moselfränkisch und damit westmitteldeutsch sprechenden Siegerland bilden.

### Frühe Industriegeschichte
Zwischen Welschen Ennest und Kirchveischede verläuft in den Wäldern noch ein Teil der in dieser Gegend so genannten Bergstraße. An dieser Straße, die von Siegen kommend nach Arnsberg führt, wurde im Mittelalter und möglicherweise auch bereits in frühgeschichtlicher Zeit, die für die Roheisenerzeugung benötigte Holzkohle in den entsprechenden Meilern gewonnen. Außerdem zeigen Überreste von Rennfeueröfen Spuren früher Eisenerzeugung.
Ab dem 19. Jahrhundert bis ins 20. Jahrhundert wurden Tabakwaren produziert. Bis etwa 1967 stand in Welschen Ennest noch eine Zigarrenfabrik. Außerdem siedelten sich Kaffeeröstereien an, die letzte Kaffeerösterei hat um 1998 geschlossen.
Der Rahrbacher Tunnel, der direkt auf den Welschen Ennester Bahnhof folgt und als Tor zum Siegerland bezeichnet wird, wurde im Zweiten Weltkrieg mehrfach zum Ziel von Bombenangriffen. Diese blieben allerdings folgenlos.

## Kultur und Sehenswürdigkeiten
Sehenswert ist der alte Ortskern um die Kirche und Marienbrunnen, der an der Stelle der 1906 abgerissenen Ortskapelle steht.

### Bauwerke
Die St.-Johannes-Baptist-Kirche wurde um 1903 fertiggestellt und ersetzte die alte Kapelle in der Ortsmitte.
Es sind Überreste einer Seilbahn von Silberg nach Welschen Ennest erhalten, die zum Abtransport von Erzen diente. Sie war an den Bahnhof Welschen Ennest angeschlossen und sorgte für eine umfangreiche Güterabfertigung am Bahnhof.
In den nahe gelegenen Wäldern lassen sich an verschiedenen Stellen Grenzsteine aus vergangenen Jahrhunderten finden.
Das Dorf liegt an der Schnittstelle zwischen Kurköln und Nassau, an der Grenze zwischen Sauer- und Siegerland. Noch heute sind Reste des Grenzwalls am Ortsrand erhalten, den die Nassau-Siegener Grafen um 1420 anlegten. Nicht erst zur Zeit der Reformation führte die Grenze immer wieder zu Konflikten. Aus der Zeit um 1690 stammen die Grenzsteine zwischen Kurköln und Nassau, die bis heute erhalten sind.
Eines der bedeutendsten Bauwerke aus der Neuzeit ist die Fußgängerbrücke über die Bahnlinie aus den 1950er- oder 1960er-Jahren. Sie ist wegen ihrer Bogenform außergewöhnlich.

### Naturdenkmäler
Eine alte Linde, an der angeblich schon im Mittelalter Gerichtsurteile vollstreckt wurden.

### Sport
- TTC Welschen Ennest
- SV Rahrbachtal
- SGV Welschen Ennest
- Modellflug

### Regelmäßige Veranstaltungen
Jährlich wird eine Karnevalsveranstaltung von örtlichen Vereinen organisiert. Ostern wird, wie in dieser Region üblich, ein Osterfeuer angezündet.
Am zweiten Wochenende im Juli wird in jedem Jahr das Schützenfest gefeiert. Das Straßenbild wird dann drei Tage lang von den Schützen geprägt.

## Wirtschaft und Infrastruktur
Am Ortsausgang Richtung Rahrbach liegt eines der beiden großen Gewerbegebiete der Gemeinde Kirchhundem. Neben vielen anderen Betrieben ist hier mit der Großbäckerei Hesse der größte Arbeitgeber des Ortes angesiedelt.

### Verkehr
Welschen Ennest liegt an der B 517 und der L 711. Die Ruhr-Sieg-Strecke der Deutschen Bahn führt durch Welschen Ennest. Der Rahrbacher Tunnel (698 m) unterquert einen rund 500 m hohen Höhenrücken und die damit verbundene Wasserscheide zwischen Lenne und Sieg. Heute halten sowohl der Dortmund-Siegerland-Express als auch die Ruhr-Sieg-Bahn in Welschen Ennest. Damit ist der Ort auch umsteigefrei aus dem Ruhrgebiet erreichbar und ermöglicht vor allem in Dortmund viele Anschlüsse an den Nah- und Fernverkehr.

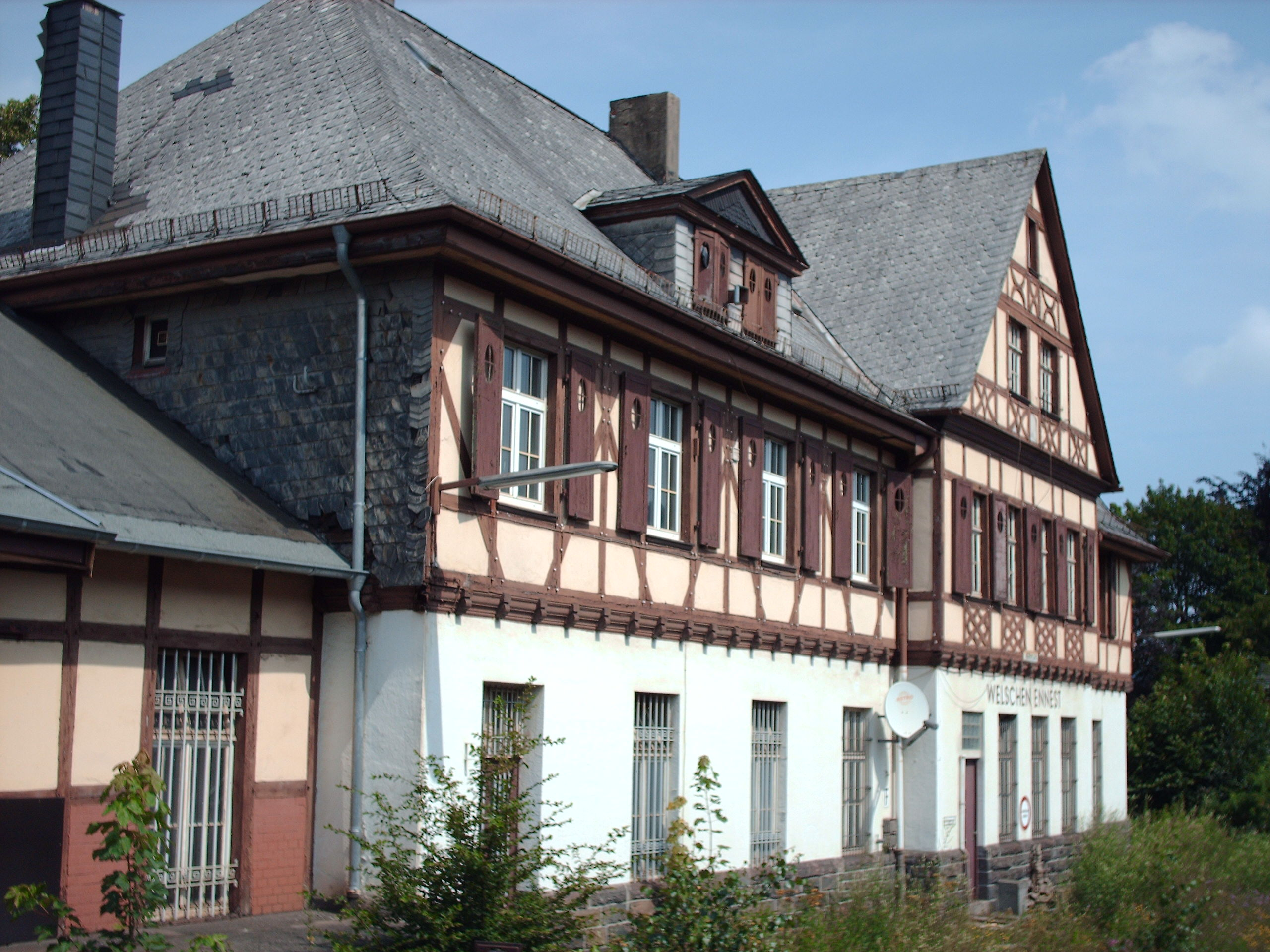
Bahnhofsgebäude bis 2008

Der Bahnhof Welschen Ennest war zu Beginn der Inbetriebnahme des letzten Abschnittes der Ruhr-Sieg-Strecke am 6. August 1861 eine Haltestelle. Gegen 1910 wurde sie zu einer mittelgroßen Bahnhofsanlage ausgebaut.
Der früher weitgehend überdachte Mittelbahnsteig musste wegen seiner Baufälligkeit durch einen DB Plus-Punkt von DB Station&Service ersetzt werden. Die Bahnhofsanlage sollte in Abhängigkeit von dem Ausgang eines Rechtsstreits zwischen der Gemeinde und den beteiligten Stellen der Deutschen Bahn bzw. des Eisenbahnbundesamtes im Rahmen einer Modernisierungsoffensive vom Land NRW erneuert werden. Nach Beendigung des Rechtsstreits wurden zwei neue Außenbahnsteige angelegt und der alte Mittelbahnsteig stillgelegt. Die Personenunterführung sowie das alte Stellwerk wurden mittlerweile beseitigt. Außerdem wurde der Bahnübergang um einen weiteren Fußgängerüberweg erweitert. Das Bahnhofsgebäude wurde in den Jahren 2008 bis 2010 durch einen privaten Investor saniert.
Der Bahnhof wird von den Linien RE 34 und RB 91 bedient. Die Züge der Intercity-Linie 34 (Münster/Dortmund–Siegen–Frankfurt) durchfahren Welschen Ennest ohne Halt.
| Linie | Verlauf | Takt                                        |
| ----- | --- | ------------------------------------------- |
| RE 34 | Dortmund-Siegerland-Express: Dortmund Hbf – Witten Hbf – Hagen-Hohenlimburg – Iserlohn-Letmathe – Altena (Westf) – Werdohl – Plettenberg – Finnentrop – Lennestadt-Grevenbrück – Lennestadt-Altenhundem – Kirchhundem-Welschen Ennest – Kreuztal – Siegen-Weidenau – Siegen Hbf Stand: Fahrplanwechsel Dezember 2024                                                        | 60 min, 120 min                             |
| RB 91 | Ruhr-Sieg-Bahn: Hagen Hbf – Hohenlimburg – Iserlohn-Letmathe – Altena (Westf) – Werdohl – Plettenberg – Finnentrop – Lennestadt-Grevenbrück – Lennestadt-Meggen – Lennestadt-Altenhundem – Kirchhundem – Kirchhundem-Welschen Ennest – Kreuztal-Littfeld – Kreuztal-Eichen – Kreuztal – Siegen-Geisweid – Siegen-Weidenau – Siegen Hbf Stand: Fahrplanwechsel Dezember 2023 | 60 min (werktags) 120 min (sonn-/feiertags) |

### Bildung
Die Kinder aus Welschen Ennest und den kleineren umliegenden Orten können zunächst den katholischen Kindergarten oder das Montessori-Kinderhaus und später die katholische Grundschule St. Johannes besuchen. Weiterführende Schulen befinden sich in Kirchhundem und den Nachbarkommunen Lennestadt, Olpe und Siegen.

## Persönlichkeiten

### Söhne und Töchter des Ortes
- Caspar August Neuhaus (1860–1926), Reichstags- und Landtagsabgeordneter in Baden (Zentrum), Zigarrenfabrikant
- Willi Weiskirch (1923–1996), Wehrbeauftragter des Bundestages von 1985 bis 1990
- Gerhard Eberts (* 1938), Missionar von der heiligen Familie, Journalist und Autor
- Michael Wurm (1945–2016), Jurist und Richter am Bundesgerichtshof von 1988 bis 2008
- Kordula Kovac (* 1957), Bundestagsabgeordnete (CDU)
- Benedikt Lindemann (* 1958), Benediktiner, 1995 bis 2011 Abt der Dormitio-Abtei in Jerusalem